# Yahia Boushaki
Yahia Boushaki (em árabe: يحي بوسحاقي, em cabila:  ⵖⴰⵀⵉⴰ Boⵓⵙⵀⴰⴽⵉ) é um bairro localizado a 15 km do centro de Argela 200 metros acima do nível do mar, parte de Bab Ezzouar Cidade.

## Descrição
O bairro "Yahia Boushaki", também conhecido como "Chinatown" é uma área residencial, administrativa e comercial da cidade de Argel · .

## História
O bairro foi criado por decreto de 08 de novembro de 1978, como parte do desenvolvimento da cidade de Argel · .

## Transporte

### Trem
- Estação Ferroviária Bab Ezzouar
- Estação Ferroviária Dar El Beïda
- Estação Ferroviária Oued Smar

### Elétrico

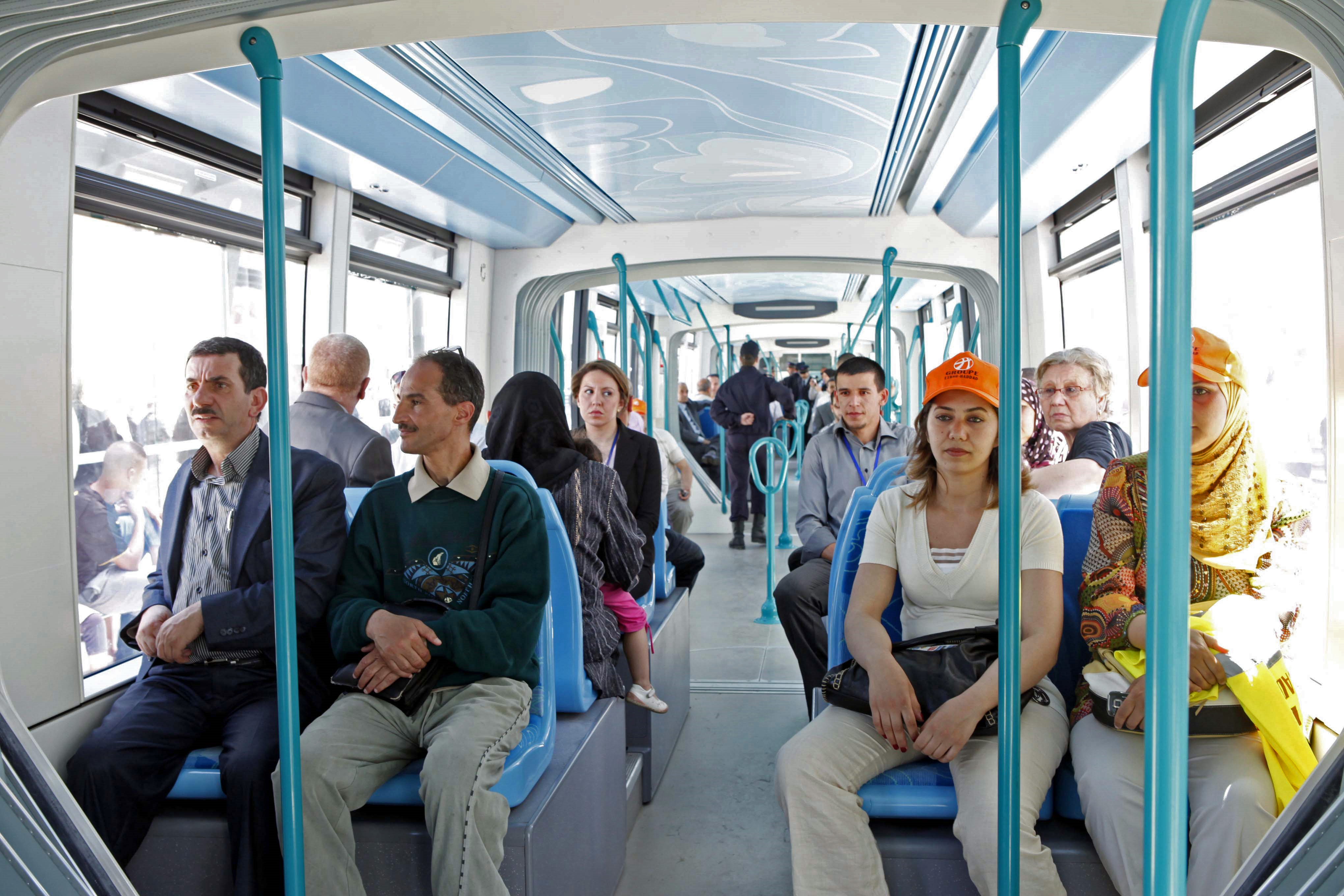
Tramway de Argel

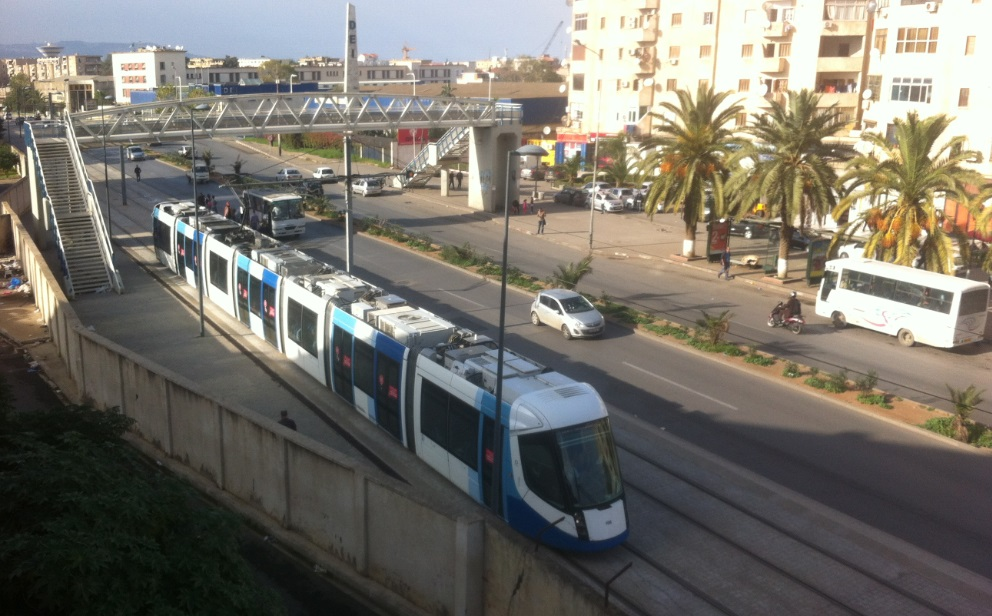
Tramway de Argel

|  | • |  | Tamaris                           | Mohammadia      |
|  | • |  | Cité Mokhtar Zerhouni             | Mohammadia      |
|  | • |  | Cité Rabia                        | Bab Ezzouar     |
|  | • |  | Université de Bab Ezzouar (USTHB) | Bab Ezzouar     |
|  | • |  | Cité 5 juillet                    | Bab Ezzouar     |
|  | • |  | Bab Ezzouar - Le Pont             | Bab Ezzouar     |
|  | • |  | Cité universitaire - CUB1         | Bab Ezzouar     |
|  | • |  | Cité 8 mai 1945                   | Bab Ezzouar     |
|  | • |  | Clair Matin                       | Bordj El Kiffan |

## Galeria

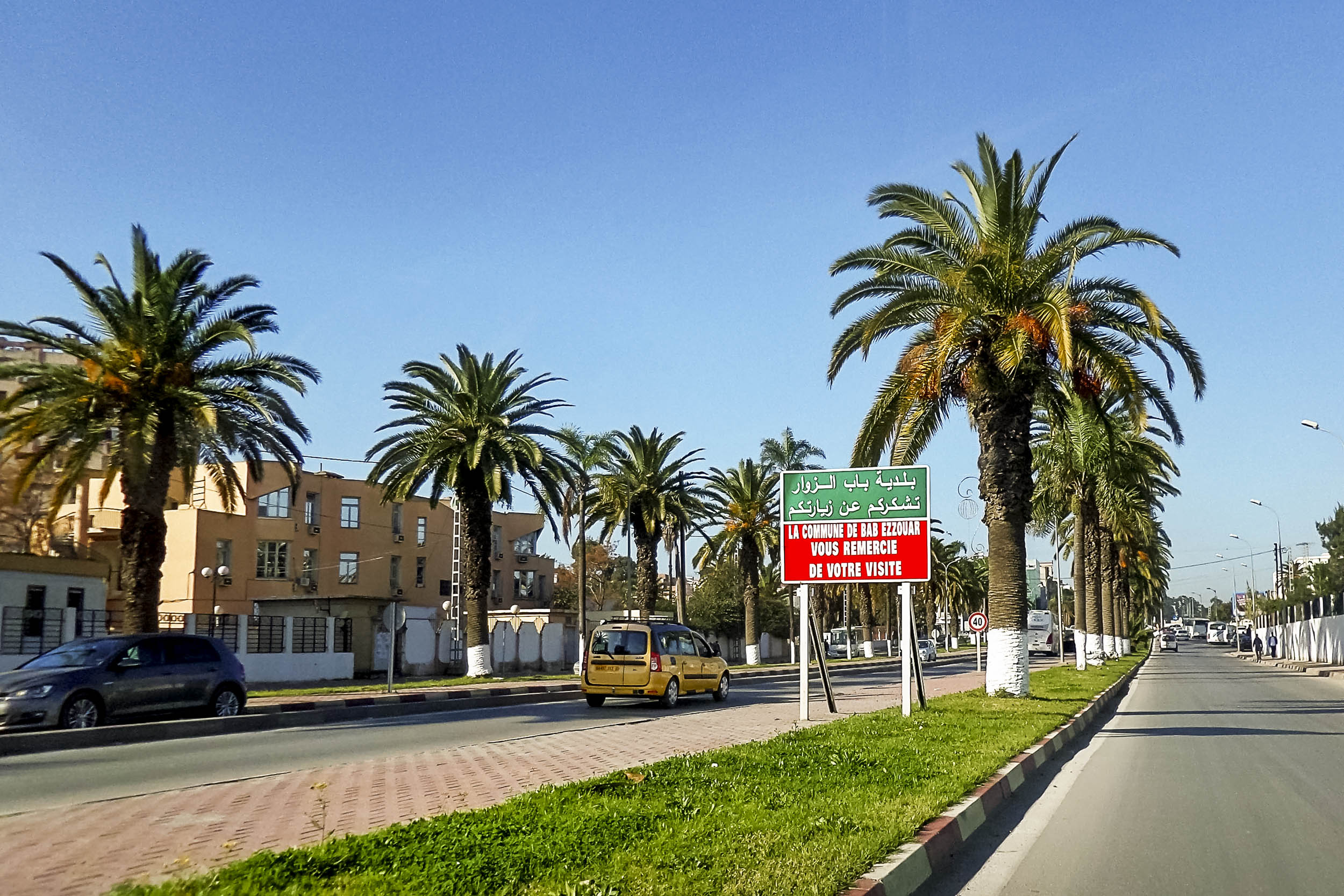
Bab Ezzouar
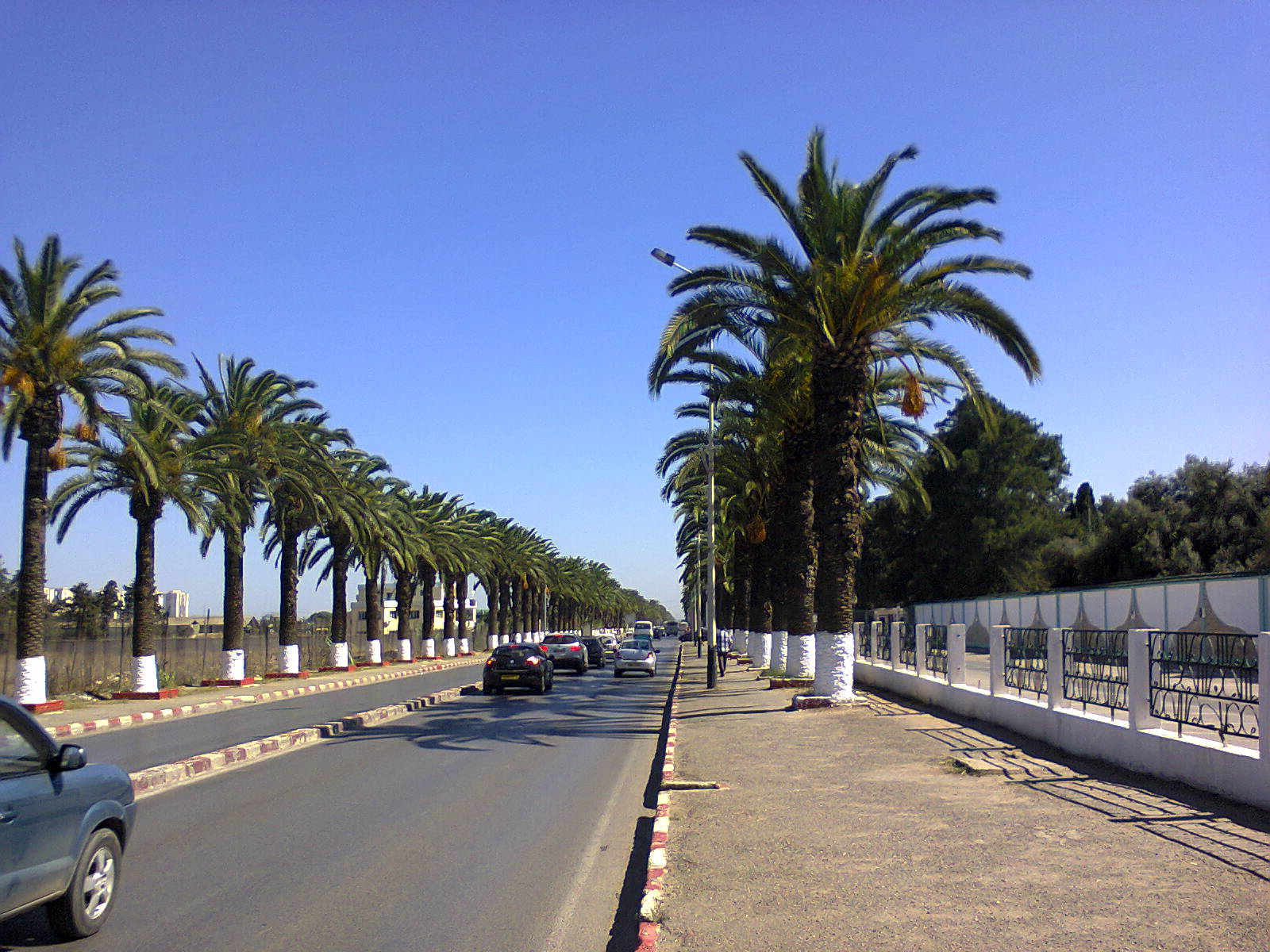
Bab Ezzouar
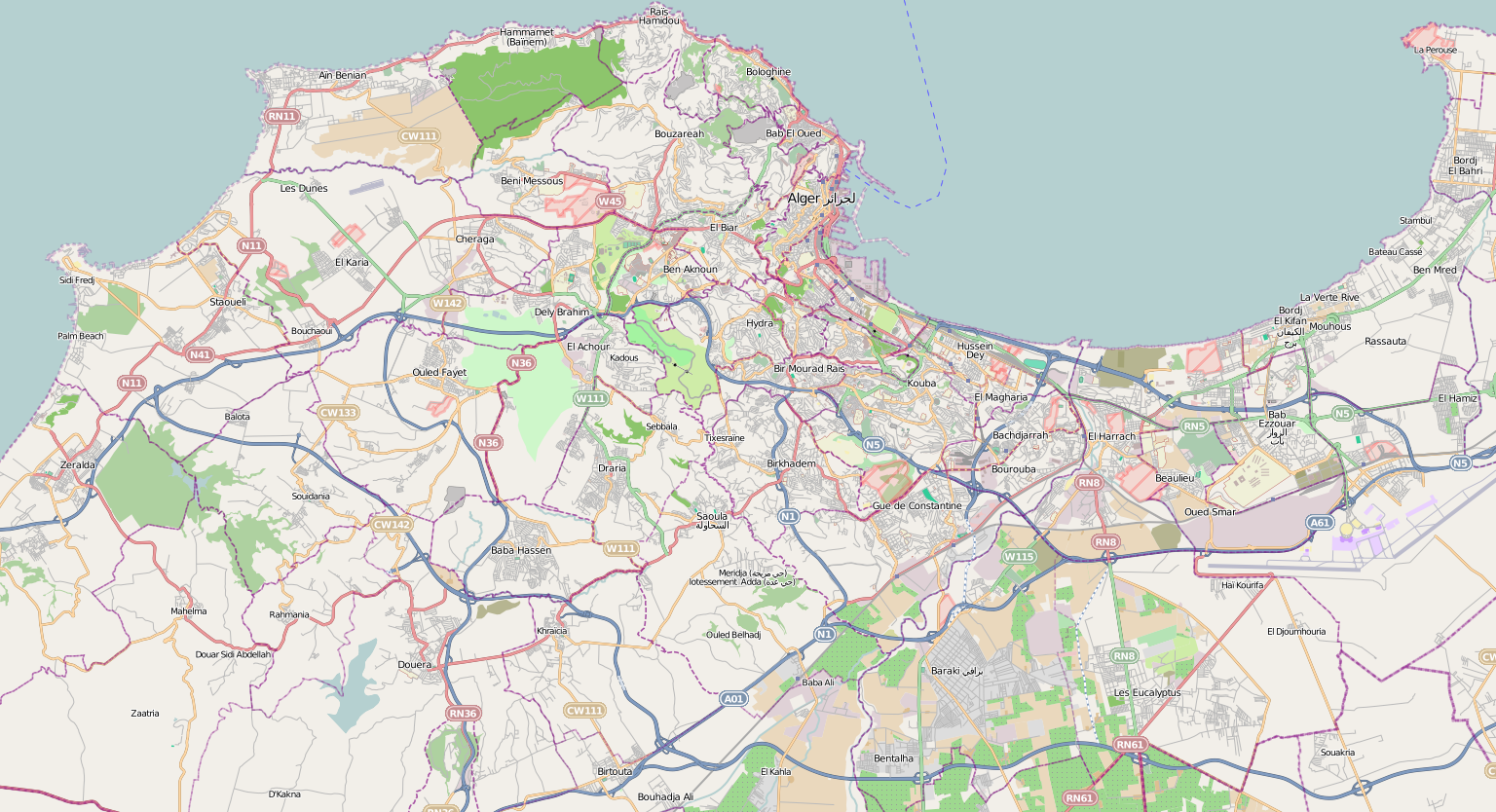
Argel província
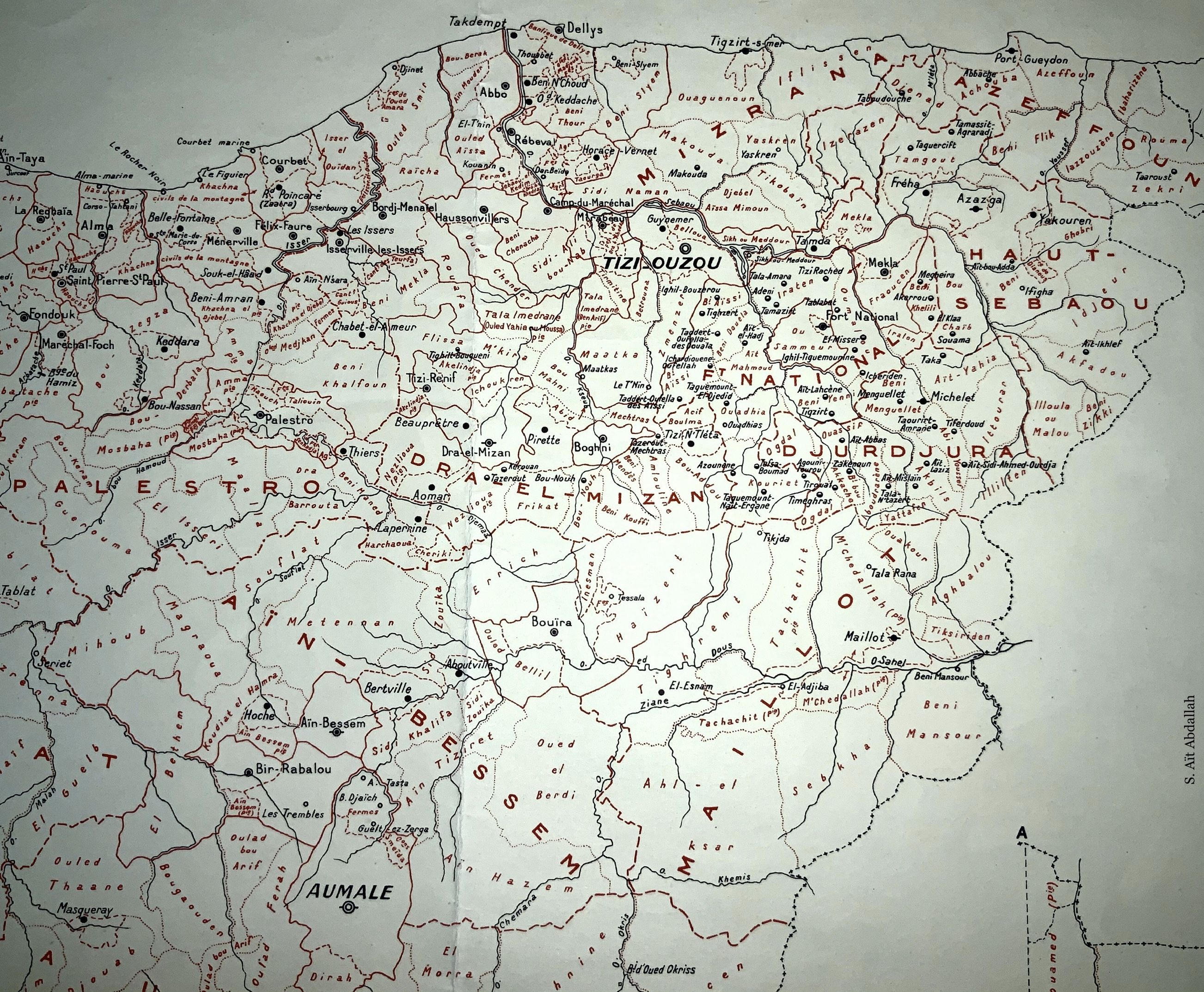
Tribos de Kabylia
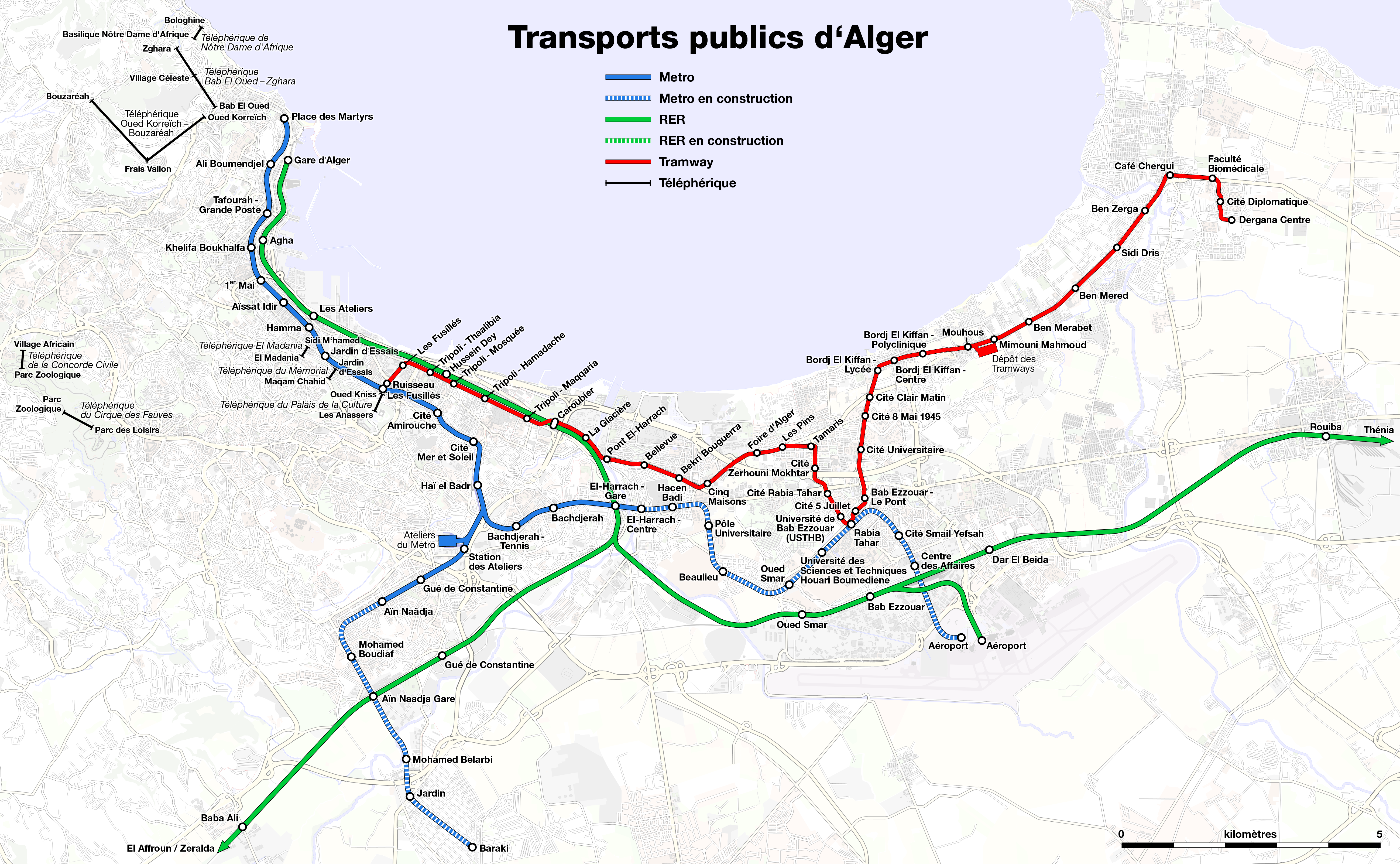
Metrô de Argel & Argel tramway
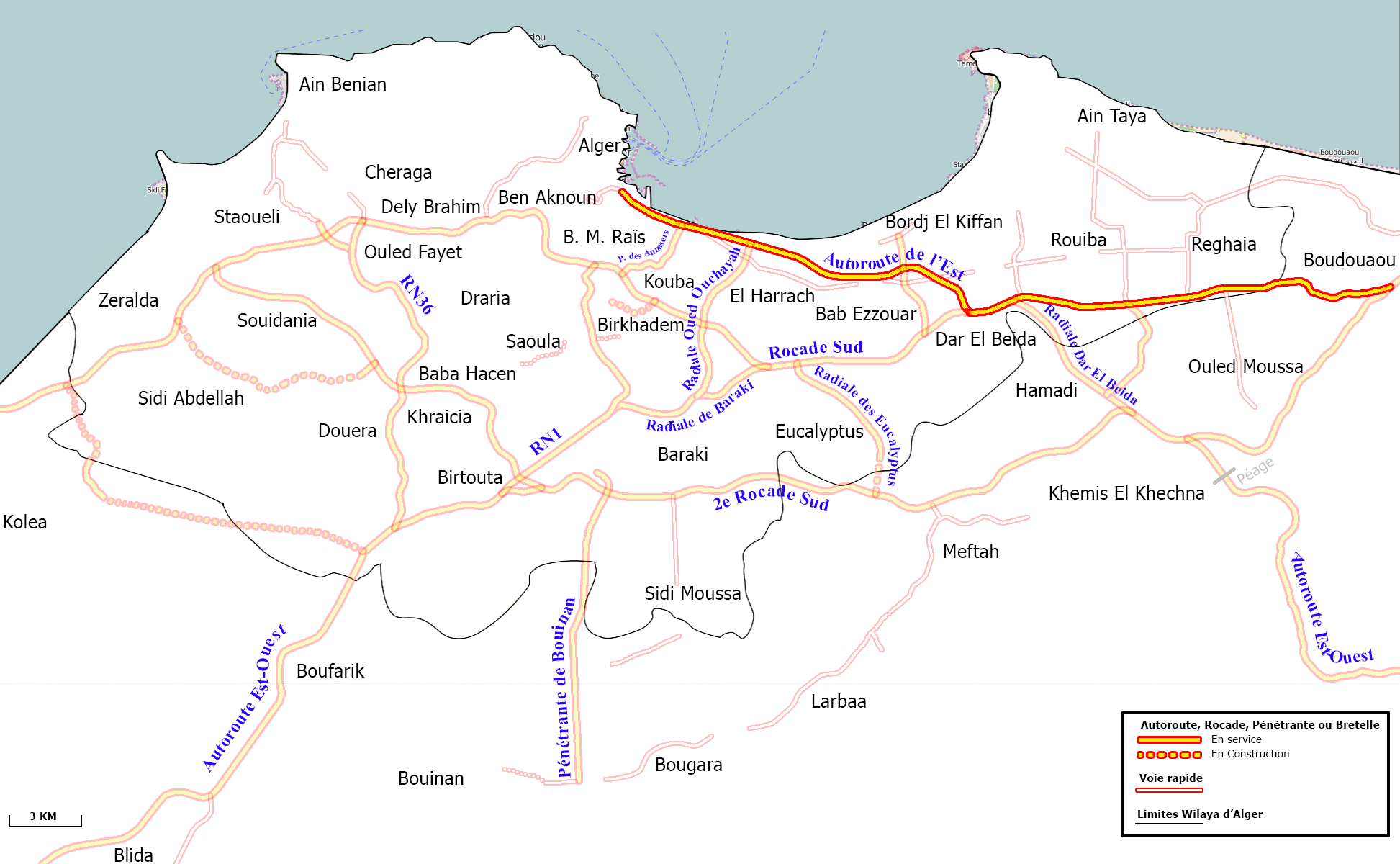
Transporte em Argel
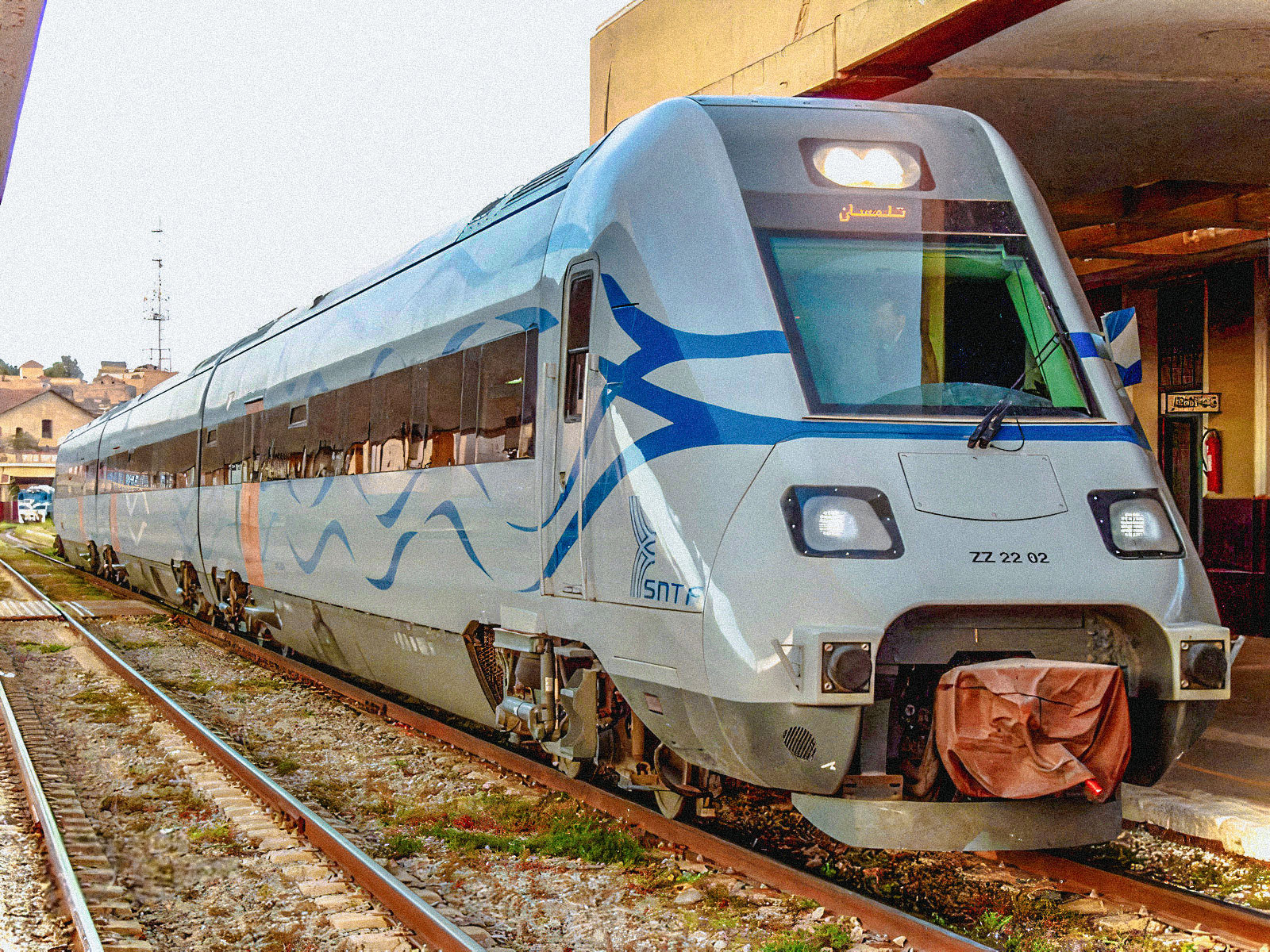
Companhia Nacional de Transportes Ferroviários
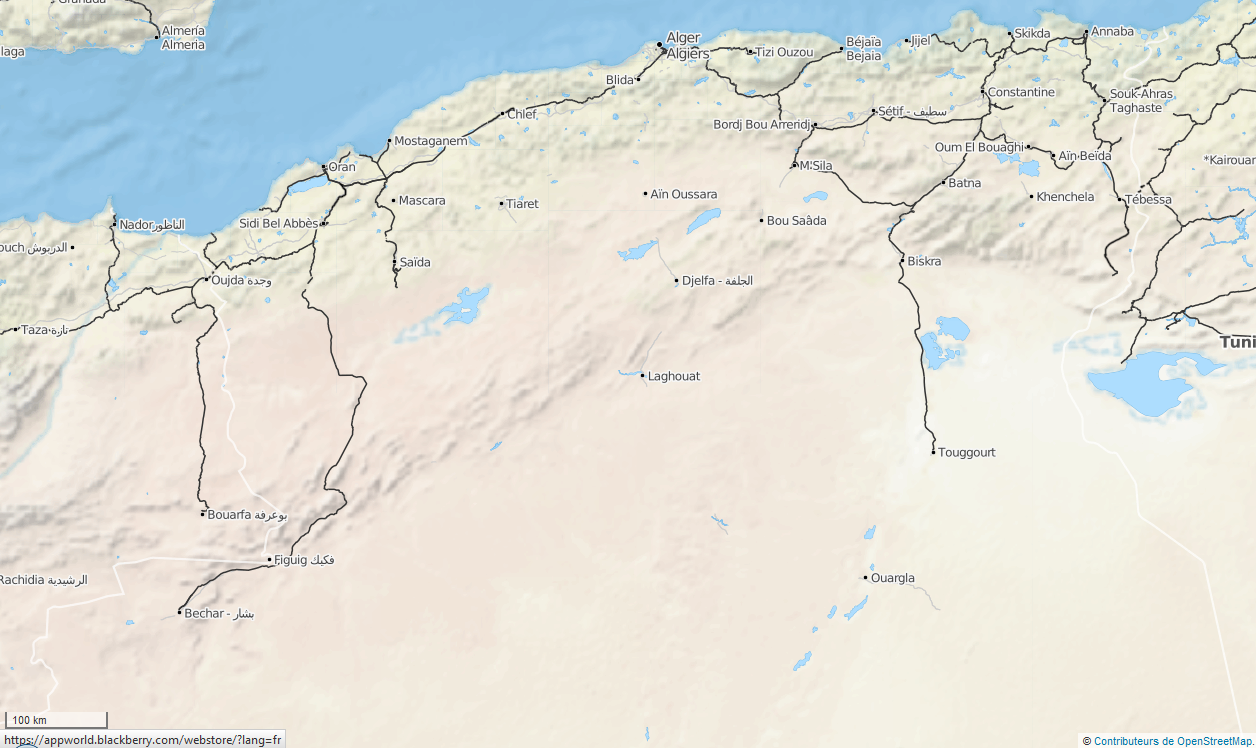
Transporte ferroviário na Argélia
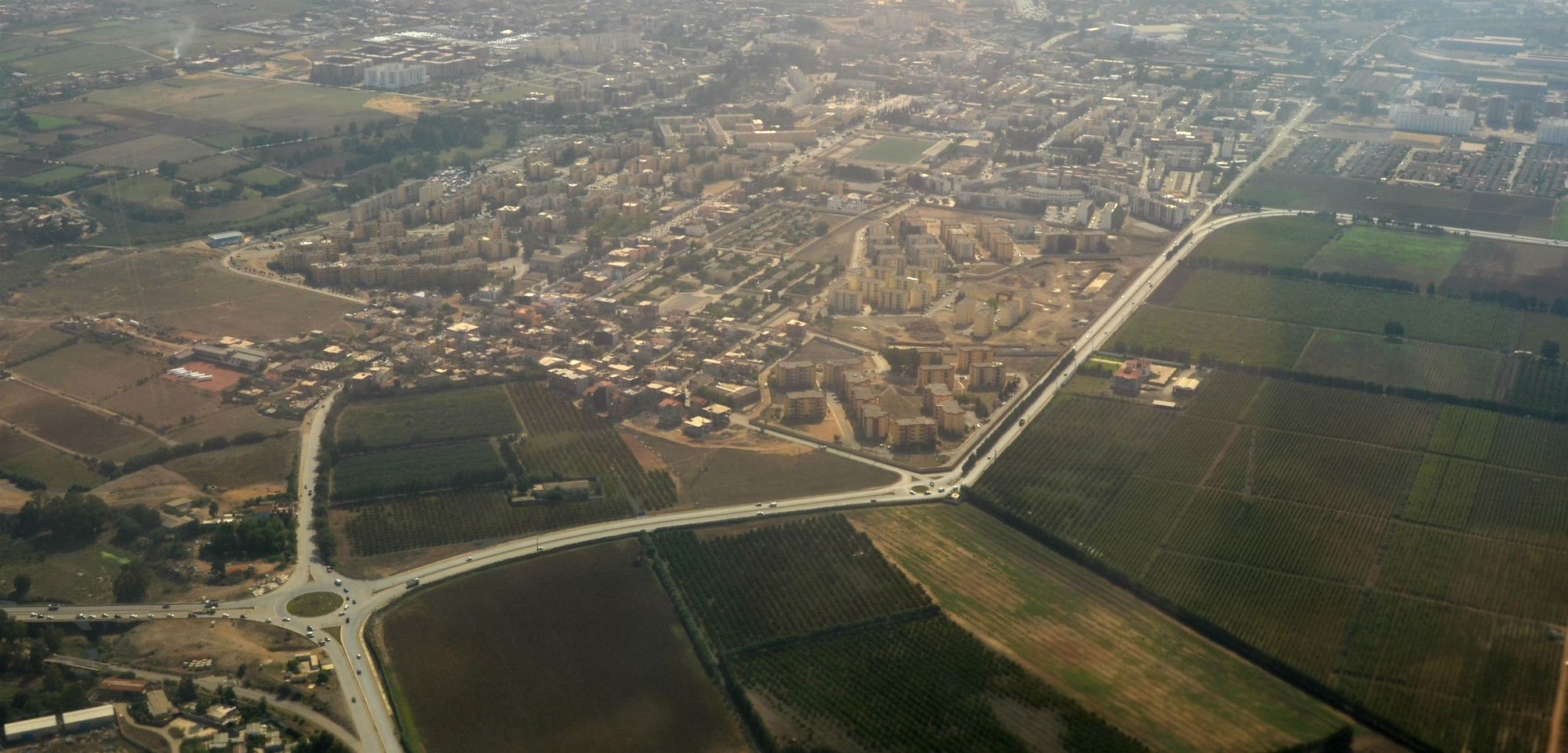
Estrada nacional 5
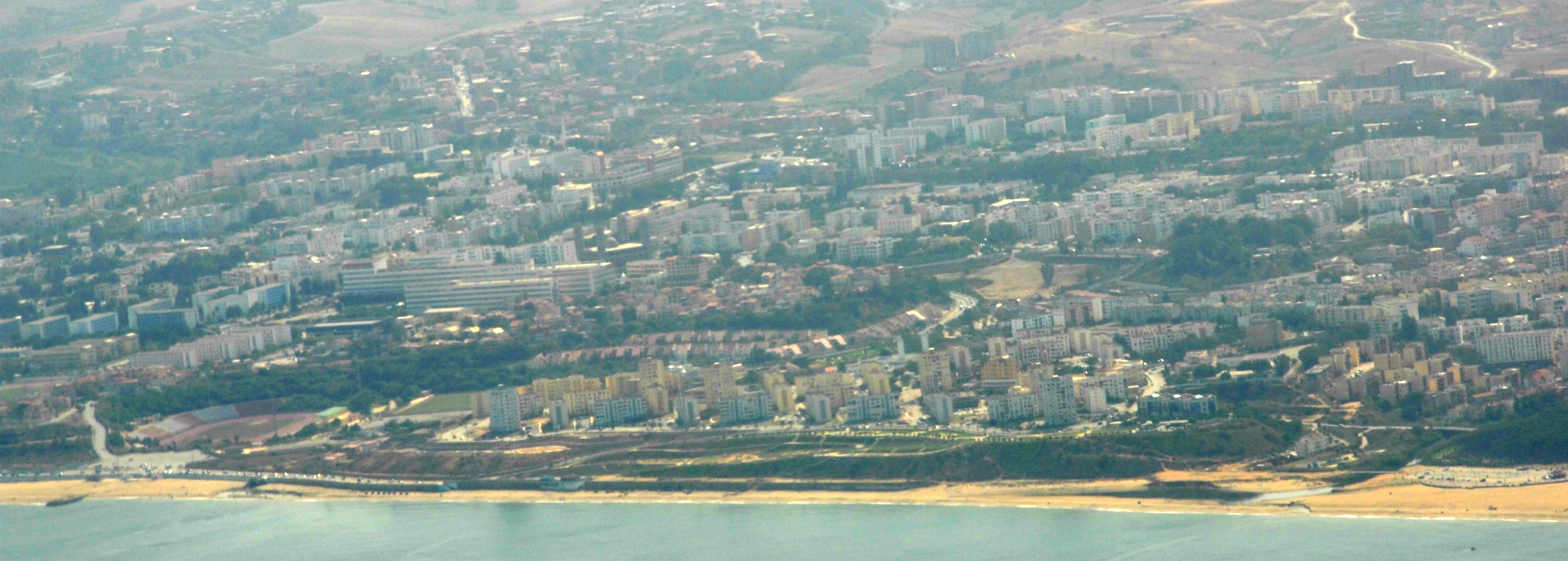
|Estrada nacional 24
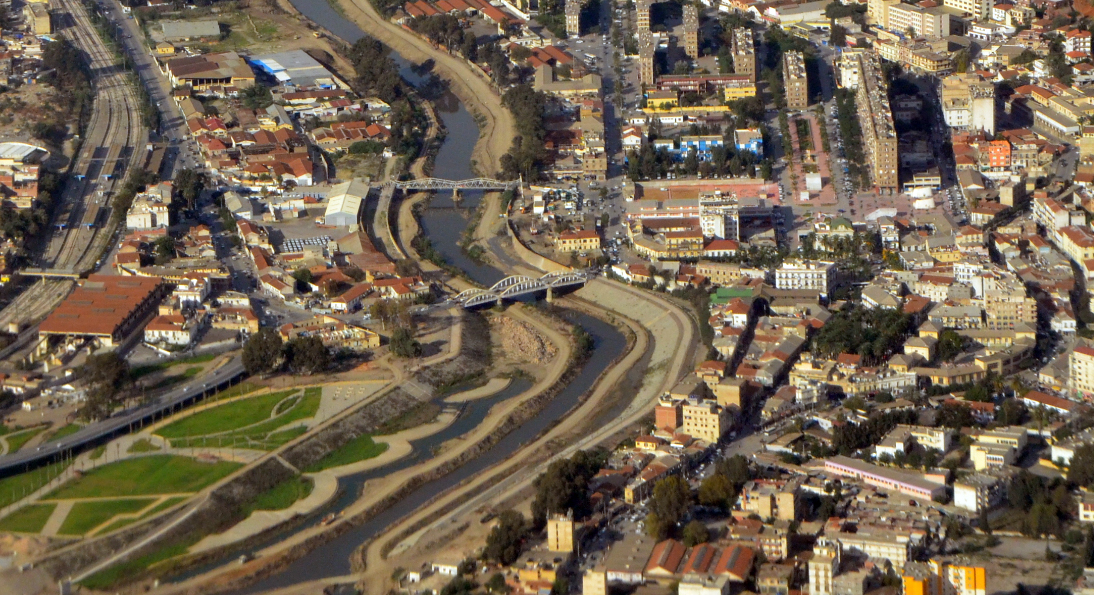
Oued El Harrach
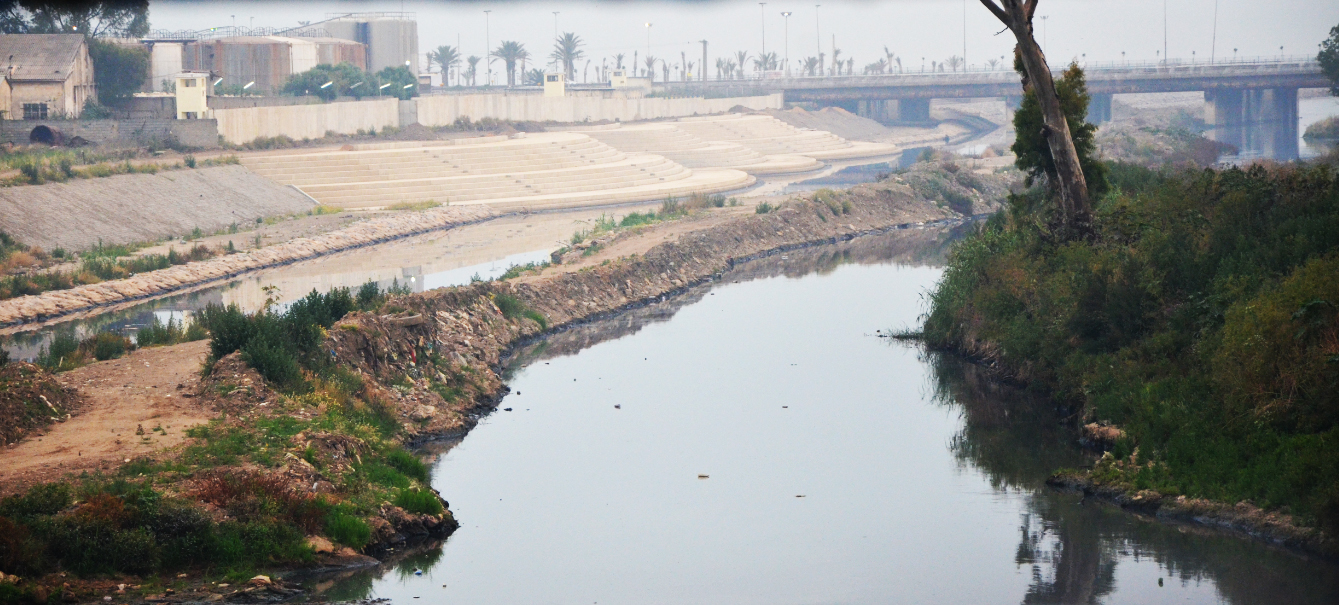
Oued El Harrach
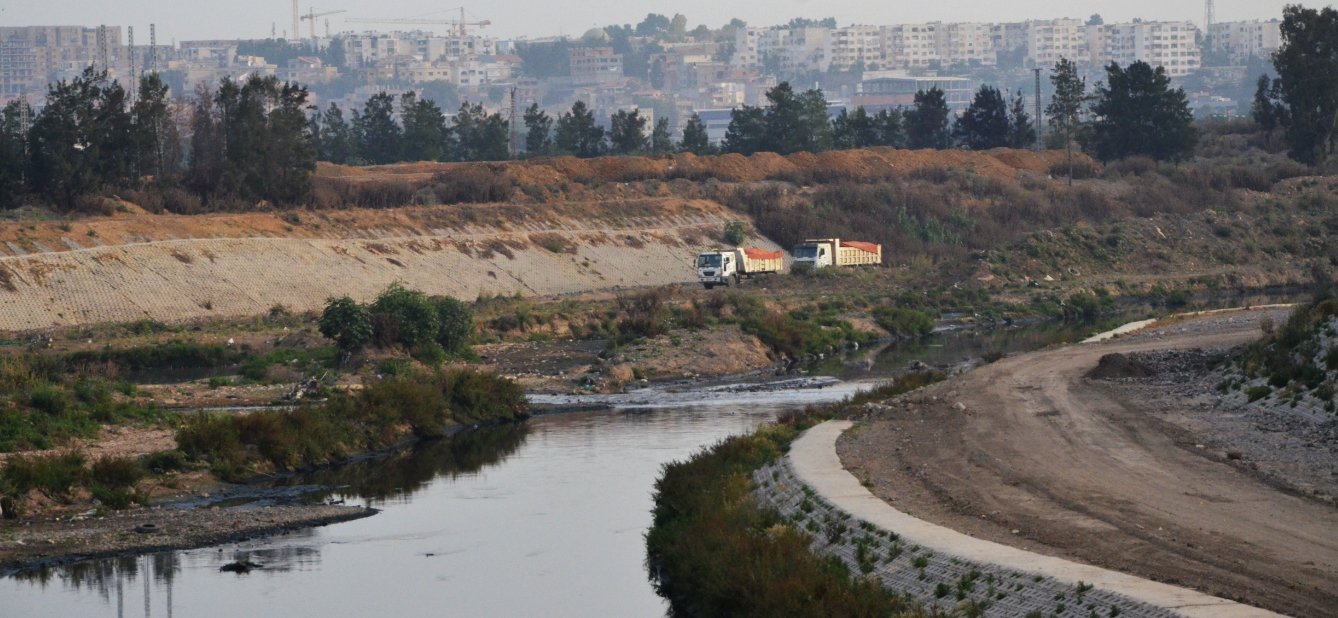
Oued El Harrach
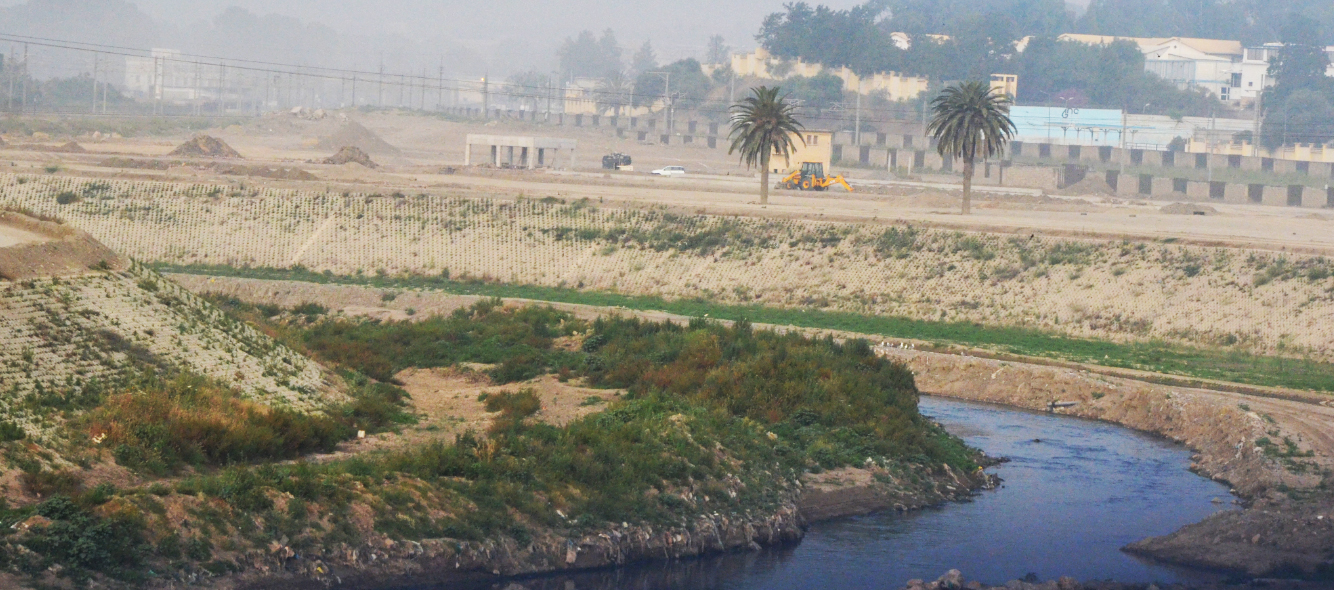
Oued El Harrach